# Brzostek I
Brzostek I (lub gmina Brzostek Pierwsza) – dawna gmina wiejska istniejąca w latach 1934–1954 w woj. krakowskim i rzeszowskim (dzisiejsze woj. podkarpackie). Siedzibą władz gminy był Brzostek.
Wiejska gmina Brzostek I została utworzona 1 sierpnia 1934 roku w powiecie jasielskim w woj. krakowskim z dotychczasowej miejskiej gminy Brzostek (odebranie praw miejskich). Nazwa Brzostek I została użyta aby gminę móc odróżnić od sąsiedniej wiejskiej gminy Brzostek II, również z siedzibą w Brzostku. 
Po wojnie gmina znalazła się w nowo utworzonym rzeszowskim. Według stanu z dnia 1 lipca 1952 roku gmina nie była podzielona na gromady. Gmina została zniesiona 29 września 1954 roku wraz z reformą wprowadzającą gromady w miejsce gmin.
Wraz z reaktywowaniem gmin z dniem 1 stycznia 1973 roku obszar dawnej gminy Brzostek I wszedł w skład wiejskiej gminy Brzostek (obejmującej obszary dawnych gmin Brzostek I i II). Z dniem 1 stycznia 2009 gmina Brzostek została przekształcona w gminę miejsko-wiejską po odzyskaniu praw miejskich Brzostku.